# توماس ويلر
توماس ويلر (بالألمانية: Thomas Weller)‏ (4 نوفمبر 1980 في سويسرا - ) هو لاعب كرة قدم ألماني في مركز الوسط. لعب مع شتوتغارت كيكرز وميونخ 1860 ونادي سانت غالن ونادي شافهاوزن ونادي فادوتس ونادي فولن ونادي فينترتور وSC Pfullendorf ‏.

## وصلات خارجية
- توماس ويلر على موقع قاعدة بيانات كرة القدم.إي يو (الإنجليزية)
- توماس ويلر على موقع عالم كرة القدم.نت (الإنجليزية)